# 高知新聞きょうの夕刊
『高知新聞きょうの夕刊』（こうちしんぶんきょうのゆうかん）は、高知放送（RKCテレビ）で平日午後の時間帯に放送されていたスポットニュース番組である。

## 概要
当日の高知新聞の夕刊（高知市内版）の記事をベースに、高知放送のアナウンサーが県内のニュースを1 - 2項目程度伝える。かつては合成により、キャスターのバックに新聞記事を出す形式であったが、現在では普通のスタジオから伝えている。新聞記事以外に、RKCが制作した映像を使う場合もある。
なお、祝日には高知新聞の夕刊が発行されないため、このタイトルでの放送は休止となり、代替番組として『RKCニュース』が放送される。
2016年4月にこの時間帯で、帯の地域情報番組『eye+スーパー』が放送開始。現在はそこにニュースコーナーが内包されている（テロップデザインやアニメーションは『こうちeye』のものを使用）。これにより、このタイトル名義でのスポットニュースは廃止された。

## 放送時間
- 月曜 - 土曜 15:50 - 15:55 （JST）
  - 平日については、当初は14:55からの放送であったが、フジテレビのワイドショー枠廃止（2時間ドラマ再放送枠に移行）に伴い、1995年10月に『ライオンのごきげんよう』の直後である14:30からの放送に変更。その後、同番組が高知さんさんテレビ開局に伴い同局へ移行し、2時間ドラマ再放送枠（のちの『THE ワイド』の枠）の開始が繰り上がったため、1997年4月に現在の時間帯での放送となる。土曜日の放送時間変遷については不明。
  - 2007年10月の改編で終了した『THE ワイド』の枠が『情報ライブ ミヤネ屋』（読売テレビ制作、高知放送は14時台のみを放送）とドラマ再放送枠（15時台）に分割されたが（2008年3月に後者が廃枠され、『ミヤネ屋』が14・15時台のネットとなる）、本番組の放送時間は従来通り。

## タイトル
現在使われているものは、高知新聞編集局における校正→ゲラ刷り（試作のコピー）→新聞発行工場での印刷、といった様子を映したものである。タイトルの日付から、2007年3月29日に収録したものであると判る。

## その他
- 1980年代頃までは、『NNN昼のニュース』のローカル枠が『高知新聞ニュース』のタイトルで放送されていた。
- また、キー局の日本テレビでは長年、この時間帯に『読売新聞ニュース（は〜い夕刊）』が放送されていた。この番組もクロマキーを使い、キャスター（読売新聞デスク）が紙面を使ってニュースを伝えていた。この方式を踏襲したものと思われる。
- 1980年代は、メイナード・ファーガソンの「Hollywood」（日本テレビ系『全国高等学校クイズ選手権』のテーマ曲として知られる）がテーマBGMとして使われていた。現在では[いつ?]別の曲が使われている。